# Night Thrasher
Night Thrasher (Night Fighter en version française) est un super-héros appartenant à l'univers Marvel de la maison d'édition américaine Marvel Comics. Le personnage de fiction apparaît pour la première fois dans le comic book Thor #411.

## Biographie du personnage
Comme Bruce Wayne, Dwayne Michael Taylor assista enfant au meurtre de ses parents, de riches entrepreneurs. Ce drame fut à l'origine de sa vocation de combattant du crime. Il passa toute son adolescence à s'entraîner et à étudier avec les meilleurs professeurs que sa fortune lui permettait d'embaucher, tandis que son tuteur, Andrew Chord - meilleur ami de son défunt père - gérait l'entreprise familiale.
À ses débuts, Dwayne errait dans les rues de New York la nuit pour lutter contre les petits criminels. Ses deux partenaires de l'époque étaient les enfants de Chord : Midnight's Fire et Silhouette.
Lors d'une bagarre contre un gang, Silhouette fut blessée et paralysée des jambes. Midnight's Fire jugea Dwayne responsable et, par opposition, devint un délinquant tueur de policiers et un caïd de la drogue, dans le but de se confronter à Dwayne. Ce dernier reprit très vite le contrôle de la société familiale, et devint homme d'affaires le jour, vigilante la nuit, grâce à une armure de combat sophistiquée.

### Les New Warriors
Night Thrasher recruta de jeunes super-héros, pour former un groupe ressemblant aux Quatre Fantastiques : son premier choix fut Nova / Richard Rider - dans le rôle de la Chose - qu'il aida à recouvrer ses pouvoirs en le jetant dans le vide. Dans le rôle de la Torche et  la Femme Invisible, il recruta les mutants Firestar et Marvel Boy. Leur première aventure fut de stopper Terrax, qui venait de se reconstituer dans le centre de New York. Pendant le combat, ils furent rejoints par Namorita et Speedball. Ce furent finalement les Vengeurs qui volèrent la vedette aux jeunes héros, mais ces derniers restèrent ensemble et formèrent un groupe baptisé par un reporter les New Warriors.
Par la suite, Night Thrasher retrouva l'amour de Silhouette et réussit à vaincre Midnight's fire. Il affronta aussi le Bengale et le Punisher. Avec l'aide des Fantastiques, les New Warriors combattirent et vainquirent  une nouvelle fois Terrax. 
Par ailleurs, Dwayne découvrit que son entreprise était impliquée dans divers trafics illégaux et enquêta sur le passé de son père et de Chord et ce qu'ils avaient fait lors de la guerre du Viet-Nam. Il mit au jour une conspiration mystique, le Folding Circle, et le rôle qu'y jouait sa gouvernante, Tai. En effet, la patrouille du père de Night Trasher et de Chord avait découvert un temple sacré secret au Viet-Nam et Tai leur avait donné des épouses, leur assurant le bonheur dans leurs affaires, la contre-partie étant que leur descendance serait puissante mais devrait pouvoir être rappelée par cette dernière.
À la même période, Dwayne devint le tuteur légal de Rage, un mineur à la force colossale qui intégra à son tour l'équipe des New Warriors.
Night Thrasher affronta le seigneur du crime Tatsu'o au Japon, et quitta les New Warriors à cause de sa colère et de son obsession de la justice. Il combattit le Folding Circle et fut forcé d'en faire partie. À ce moment, il fit semblant de rejoindre le Cercle pour les infiltrer, mais le cacha à ses équipiers. Il suivit la cabale jusqu'au Cambodge où il apprit finalement la responsabilité de Tai dans la mort de ses parents. Il réussit à la battre et à sauver Chord.
Il affronta de nouveau Bengale, Gidéon et battit Tantrum.
Night Thrasher resta très proche de l'équipe même s'il n'en faisait plus partie. Il perdit Silhouette au profit de son demi-frère Donyell. Les New Warriors se tournèrent vers Namorita, mais finalement Dwayne revint à son poste de leader quand les Warriors affrontèrent Psionex. Il joua un rôle important dans le dernier story-arc du vol.1 des New Warriors, en tuant le Wraith Volxx.
Par la suite , Night Thrasher dissout l'équipe et voyagea à travers le monde, s'entraînant dans de nouvelles disciplines martiales. Il reforma les New Warriors pour aider Iron Fist contre La Main. Après l'aventure, il quitta de nouveau son groupe, mais revint finalement dans le dernier numéro.
Dans new Warriors vol.3, Dwayne Taylor arrêta sa carrière de criminel mais continua de gérer la Fondation Taylor, développant un programme anti-cancer. Il recruta de grands spécialistes en microbiologie, et l'un d'eux fit de brillantes avancées. Mais Dwayne découvrit que ses travaux étaient basés sur les pouvoirs de son fils mutant. Cette révélation fit perdre les investisseurs à la Fondation. Le chercheur trouva la mort en testant son remède sur lui-même.
Dwayne adopta le jeune garçon, Microbe.

### La chute
Dwayne approcha une société de production pour promouvoir une nouvelle équipe, et être suivi dans une émission de télé-réalité.
Au cours d'un combat contre des super-vilains fugitifs, Nitro explosa au cœur de Stamford, faisant plus de 600 victimes. Night Thrasher fit partie des trois Warriors ayant trouvé la mort dans l'accident. Cet évènement marque le lancement du story-arc Civil War.
C'est son demi-frère Donyell qui reprit le costume et l'identité en son honneur, pour combattre les pro-SuperHuman Reg Act.

### Résurrection
Night Trasher est ressuscité par le Collectionneur lors d’un des nombreux tournois qu’il organise contre le  Grand Maître. Il fait alors équipe avec Arès, Stick , la française Guillotine (en) et le britannique Outlaw.

## Capacités et équipement
- Dwayne Taylor était un très bon combattant, et gymnaste, aussi doué en piratage informatique.
- Dwayne Taylor utilisait une armure high-tech composée de fibre de céramique et de kevlar, recouverte d'une maille de nitrate de titanium, résistante aux balles et aux couteaux. La combinaison est aussi recouverte d'une couche non-réfléchissante pour aider le porteur à se fondre dans l'obscurité.
- Elle est équipée de divers gadgets. Des poches contiennent un vaporisateur de poivre, des capsules de plastique C-4, du matériel de crochetage, un parachute et un Uzi. On l'a aussi vu utiliser des bombes incendiaires, aveuglantes ou fumigènes. Des micro-missiles sont montés sur les avant-bras.
- L'armure est très légère et possède un système de fins pistons hydrauliques, pour améliorer la force et les capacités physiques du porteur (course, saut...).
- Le casque est équipé d'un brouilleur radar, d'un microphone modifiant la voix, d'un système de vision infrarouge et télescopique, d'une caméra et d'une réserve d'air de 5 minutes. Un système auditif améliore l'écoute.
- Au corps à corps, il combat avec deux matraques, et un filin d'adamantium utilisé comme  garrot ou comme grappin.
- Night Thrasher se déplaçait sur un skateboard, portable sur le dos de l'armure et équipé d'un propulseur, et utilisable comme bouclier. Une lame dissimulée est éjectée sur le devant, par simple pression d'un bouton.
- Il se servait aussi de shurikens, de couteaux et d'autres armes si besoin.